# Alexandra Kamp
Alexandra Kamp, także Alexandra Kamp-Groeneveld (ur. 29 grudnia 1966 w Karlsruhe) – niemiecka aktorka.
Urodziła się w Baden-Baden, jako córka muzyka Petera Kampa. Uczęszczała do szkół teatralnych w Nowym Jorku, Los Angeles i Paryżu. W 1994 zadebiutowała jako aktorka. Początkowo grywała głównie role drugoplanowe w niemieckich filmach i serialach telewizyjnych, a niekiedy w hollywoodzkich filmach klasy B. W 2000 pojawiła się w superprodukcji 2001: Odyseja komiczna (2001: A Space Travestry) z Lesliem Nielsenem.

## Filmografia
- 1994: Alle lieben Julia jako Liz
- 1997: Rosamunde Pilcher - Irrwege des Herzens jako Deborah (niewymieniona w czołówce)
- 1998: Eine Lüge zuviel jako Britta Burkhard
- 1998: Ich liebe eine Hure jako Lissy Seibold
- 1998: Riches, belles, etc.
- 1999: Der Kopp jako Tanja Pollack
- 1999: Fieber - Ärzte für das Leben jako Dr Sybille Richter
- 1999: Morgen gehört der Himmel dir jako Anne
- 1999: Tatort - Licht und Schatten
- 2000: 2001: Odyseja komiczna (2001: A Space Travestry) jako Uschi Künstler
- 2000: Thrill - Spiel um dein Leben jako Corinna Diering
- 2001: Antonia (Antonia – Zwischen Liebe und Macht) jako Antonia Scherrer
- 2001: Barbara Wood: Traumzeit jako Joanna Williams
- 2001: Powrót do Sandin (Sehnsucht nach Sandin) jako Anne Berentzen
- 2001: Shadow Fury jako Dr Louise Forster
- 2001: The Red Phone: Manhunt jako Diana
- 2002: Wpół do śmierci (Half Past Dead) jako Reporterka
- 2003: Aniołki z piekła rodem (Wilde Engel) jako Heike Berger (gościnnie)
- 2003: Antonia - Tränen im Paradies jako Hrabina Antonia von Ahrendorff
- 2003: Sumuru jako Sumuru
- 2003: Z lodowej otchłani (Deep Freeze) jako Dr Monica Kelsey
- 2003: Zbrodnia z miłości (A Crime of Passion) jako Arabella Young
- 2004: Dracula 3000 jako Mina Murry
- 2004: Ein Baby für dich jako Ulrike Kunert
- 2004: Tramitz & Friends jako różne role